# Đài Trung (huyện)

Huyện Đài Trung (臺中縣), thường được gọi tắt là Trung huyện (中縣), là một huyện cũ trong tỉnh Đài Loan của Trung Hoa Dân quốc hiện tại. Thành phố huyện lỵ là Phong Nguyên. Thành phố Đài Trung nằm trong phạm vi lãnh thổ của huyện Đài Trung, nhưng lại không phải là một đơn vị hành chính trực thuộc huyện, mà ngang với huyện. Cả hai đều là đơn vị hành chính địa phương cấp 2 của Đài Loan. Ngày 25/12/2010, huyện và thành phố Đài Trung đã sáp nhập với nhau để trở thành thành phố Đài Trung mới trực thuộc trung ương.
Huyện Đài Trung có 1.556.176 nhân khẩu (tháng 10/2008).
Trực thuộc huyện có 3 thành phố (Phong Nguyên, Đại Lý, Thái Bình), 5 trấn và 13 hương.
Đường sắt Cao tốc Đài Loan có 1 ga ở huyện Đài Trung. Quốc lộ 1, 3, và 4 cũng chạy qua huyện.
Trong huyện có 6 cơ sở giáo dục bậc đại học.